# Hendrik Partoes
Hendrik Lodewijk Franciscus Partoes (Frans: Henri Louis François Partoes) (Brussel, 24 augustus 1790 - aldaar, 29 december 1873) was een Belgisch architect en stedenbouwkundige, vooral bekend voor de verwezenlijking van godshuizen in Brussel in neoclassicistische stijl.

## Biografie
Hendrik Lodewijk Franciscus werd geboren te Brussel als zoon van de dakdekker Hendrik Partoes en Maria Elisabeth Dupont. Wees geworden op veertienjarige leeftijd, had hij geen middelen om een formele opleiding tot architect te volgen. Als dienstplichtige in het napoleontische leger werd hij de protegé van de Franse genieofficier Bernard, die in 1809 ermee belast was de verdedigingswerken van de stad Antwerpen en haar haven te coördineren. De jonge Partoes leerde het vak zo uit de praktijk.
In 1814 trad hij in dienst van het Bestuur der Burgerlijke Godshuizen te Brussel, waar hij belast werd met het beheer van het gebouwenpatrimonium. Waarschijnlijk vanaf 1818 leidde hij het project waarbij het voormalige begijnhof van Brussel werd hertekend om zo plaats te maken voor nieuwe instellingen voor gezondheids- en ouderenzorg. Zijn ontwerp voor het Groot Godshuis werd verwezenlijkt tussen 1824 en 1827; aansluitend werd de noordelijke helft van de Begijnhofwijk opnieuw ingericht. Partoes liet zich in zijn ontwerp leiden door de principes van de Franse architect Durand, professor aan de École Polytechnique. Deze verdedigde een functionele architectuur, ontdaan van opsmuk, gekenmerkt door symmetrie, eenvoud en regelmaat.
In de volgende jaren kreeg Partoes gelijkaardige opdrachten: het Pacheco-godshuis langs de Waterloolaan (1829-1832), de Verenigde Godshuizen in de Cellebroersstraat/Accolaystraat (1829-1830), het nieuwe Sint-Janshospitaal aan de Kruidtuinlaan (1838-1843), en het Meisjesweeshuis in de Zuidstraat (1844-1845). 
Volgens de plannen van Partoes en stadsarchitect Werry werd de Koningsstraat vanaf 1822 doorgetrokken naar de Schaarbeekse poort. Het oude Sint-Janshospitaal werd afgebroken en volgens Partoes' plannen heringericht en verkaveld.
In 1840 werd Partoes benoemd tot officieel architect van de Burgerlijke Godshuizen. Hetzelfde jaar werd hij verkozen in de Brusselse gemeenteraad. Als gemeenteraadslid ijverde hij voor een verbinding tussen het park en de benedenstad, meer bepaald de nieuwe wijk op de site van het oude Sint-Janshospitaal.

## Werken

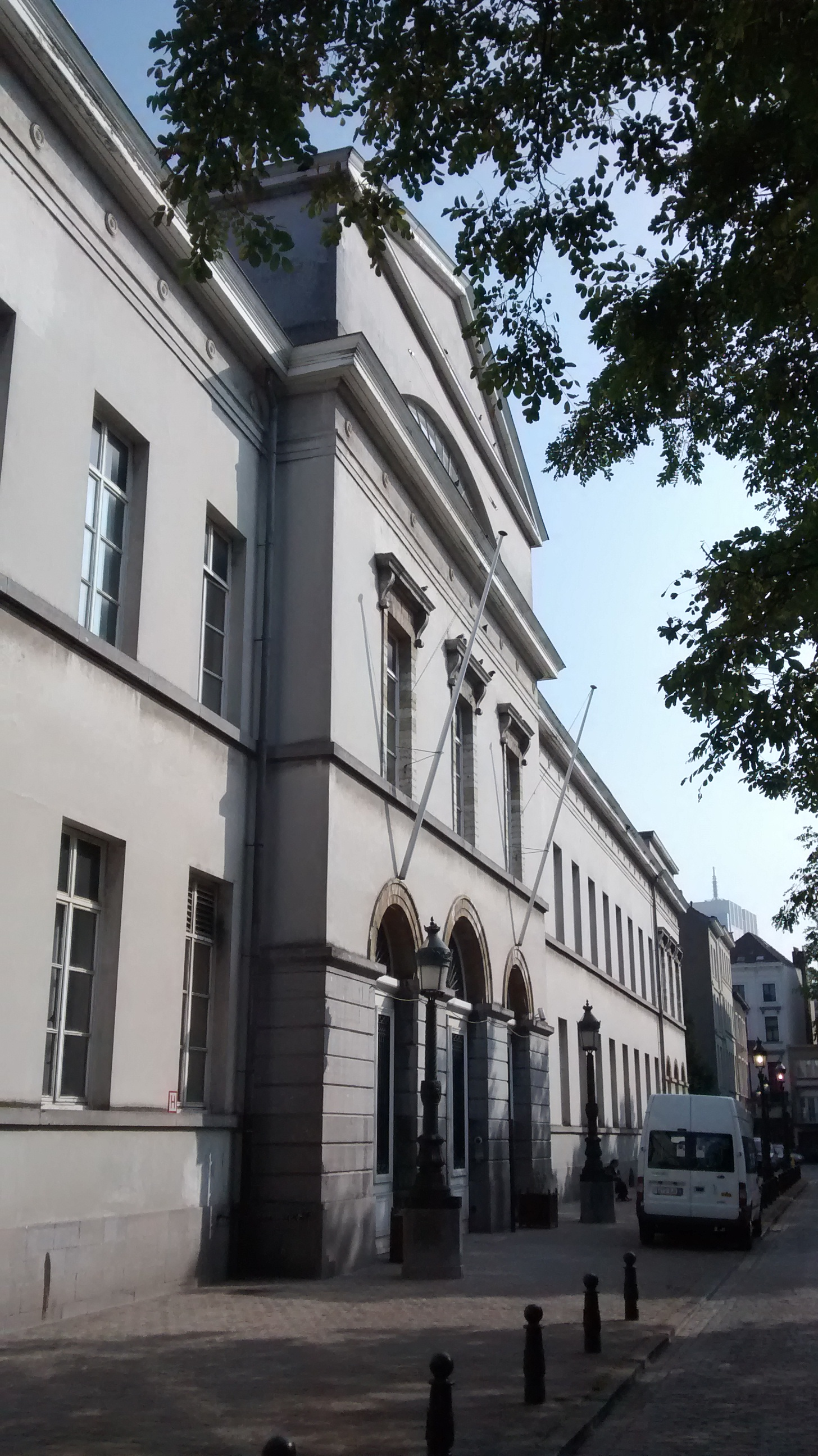
Groot Godshuis
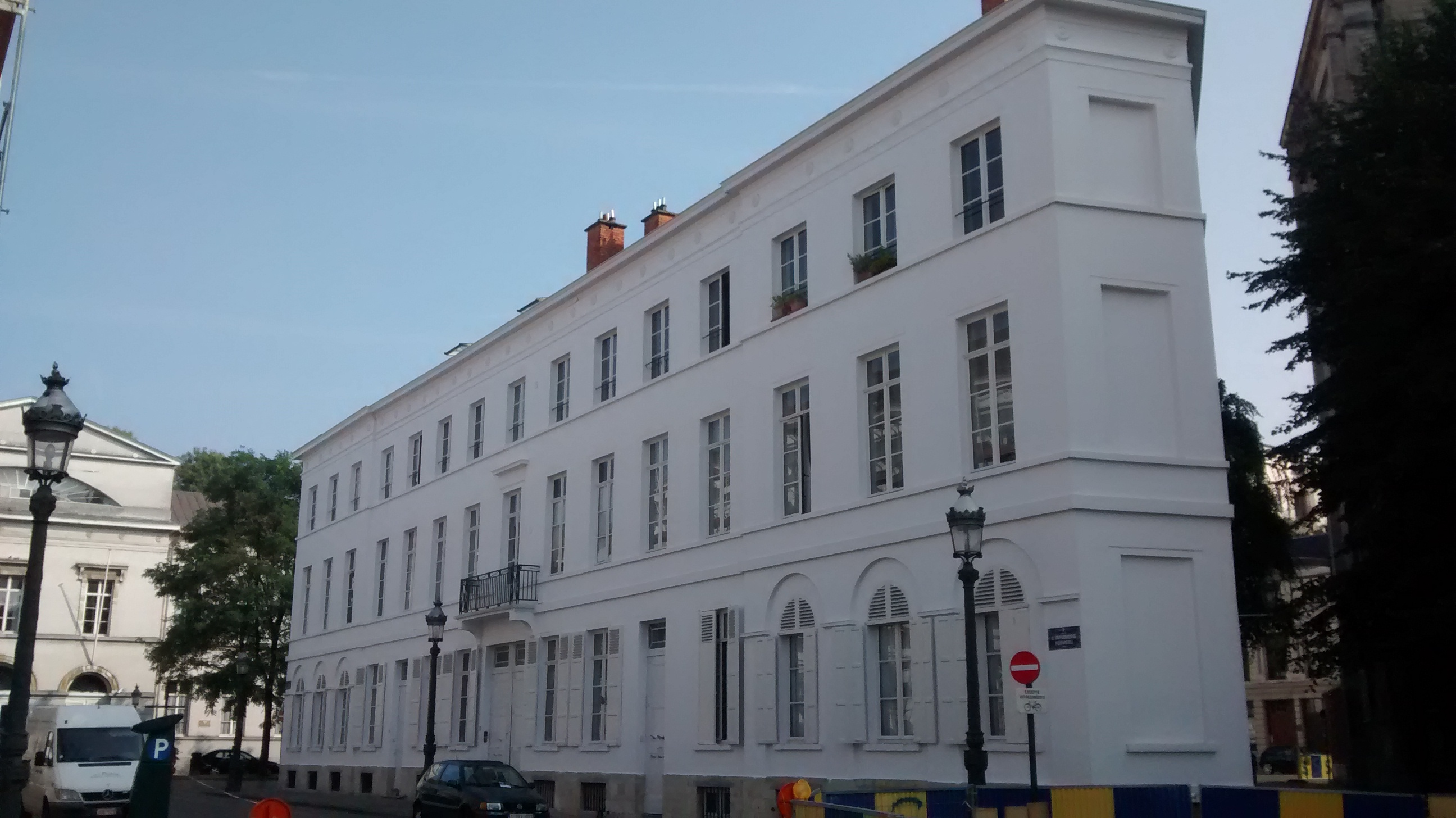
Huizen in het voormalige begijnhof
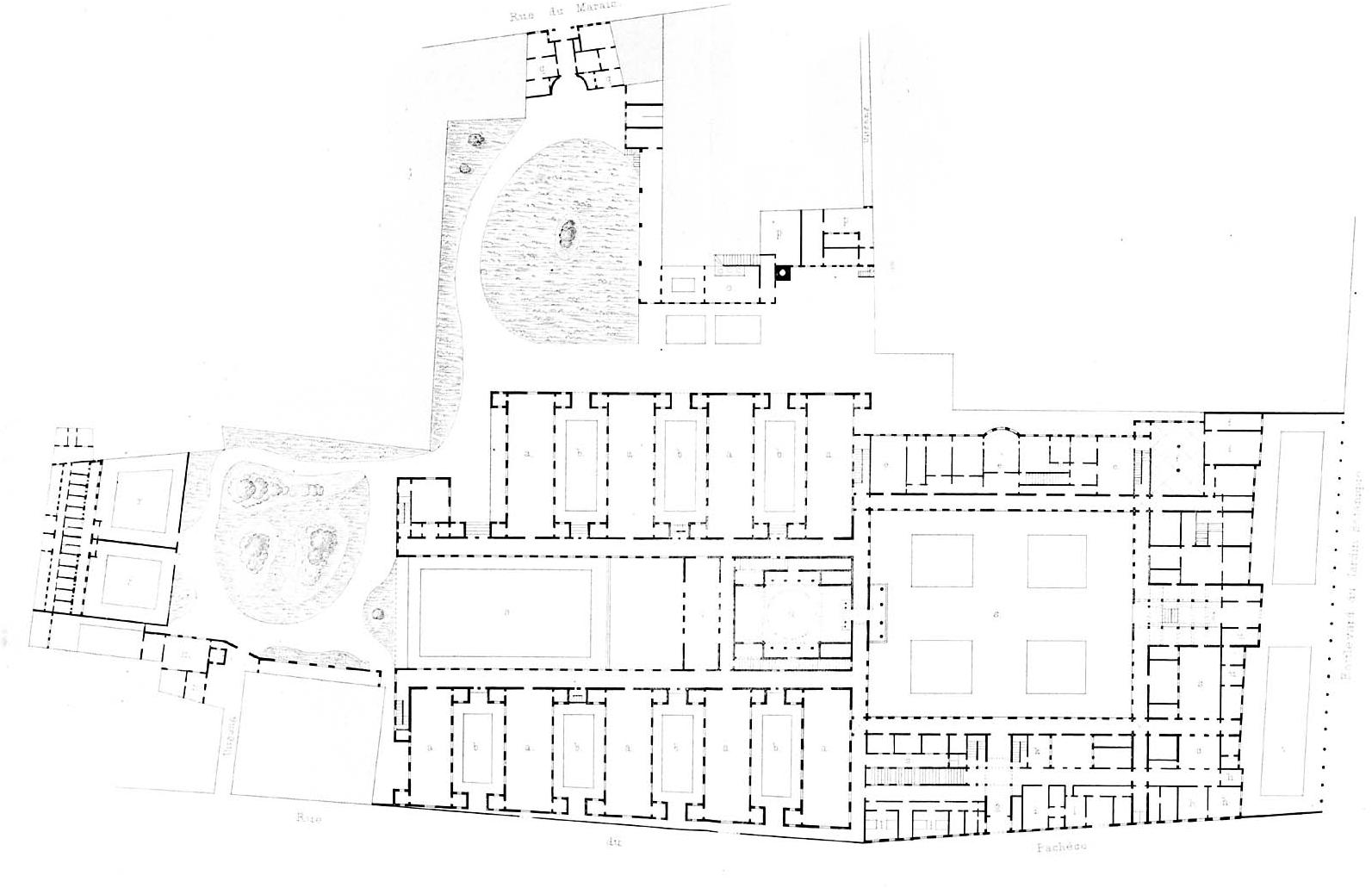
Sint-Janshospitaal
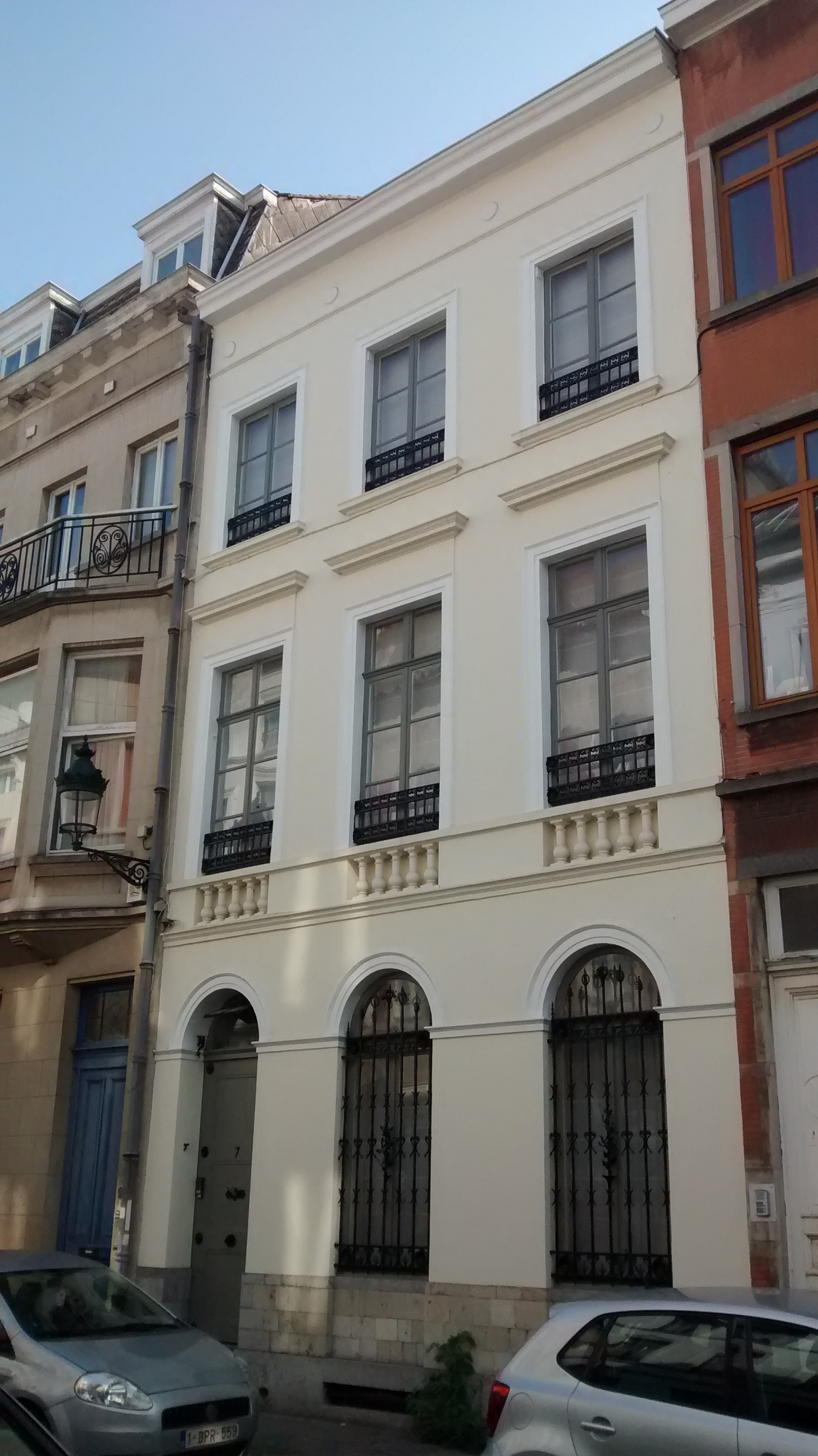
Burgerhuis in de Marcqstraat

## Familie
Partoes huwde in 1817 met Anna Verhaegen uit Appels. Hun zoon Alexis (1820-1887) werd zelf architect in neoclassicistische stijl.

## Eerbewijzen
- Ridder in de Leopoldsorde (1843)
- Officier in de Leopoldsorde (1865)